# Натан Гілі
Натан Гілі (англ. Nathan Healey; нар. 27 лютого 1980) — колишній австралійський тенісист.
Найвищу одиночну позицію світового рейтингу — 159 місце досяг 15 січня 2007, парну — 58 місце — 3 лютого 2003 року.
Здобув 3 парні титули.
Найвищим досягненням на турнірах Великого шолома було 3 коло в одиночному та парному розрядах.

## Фінали за кар'єру

### Парний розряд: 6 (3–3)
| Результат | W/L | Дата     | Турнір                        | Покриття | Партнер           | Суперники                      | Рахунок         |
| --------- | --- | -------- | ----------------------------- | -------- | ----------------- | ------------------------------ | --------------- |
| Перемога  | 1–0 | Лип 2001 | Orange Warsaw Open, Польща    | Ґрунт    | Пол Генлі         | Іраклій Лабадзе Аттіла Шавольт | 7–6(12–10), 6–2 |
| Поразка   | 1–1 | Жов 2001 | Токіо, Японія                 | Тверде   | Пол Генлі         | Рік Ліч Девід Макферсон        | 5–7, 6–7(2–7)   |
| Поразка   | 1–2 | Вер 2002 | Idea Prokom Open 2002, Польща | Ґрунт    | Джефф Кутзе       | Франтішек Чермак Леош Фридль   | 5–7, 5–7        |
| Перемога  | 2–2 | Січ 2003 | Сідней, Австралія             | Тверде   | Пол Генлі         | Магеш Бгупаті Джошуа Ігл       | 7–6(7–3), 6–4   |
| Перемога  | 3–2 | Вер 2005 | Пекін, КНР                    | Тверде   | Джастін Гімелстоб | Дмитро Турсунов Михайло Южний  | 4–6, 6–3, 6–2   |
| Поразка   | 3–3 | Лип 2007 | Ньюпорт, США                  | Тверде   | Ігор Куніцин      | Джордан Керр Джим Томас        | 3–6, 5–7        |